# هيماتيت

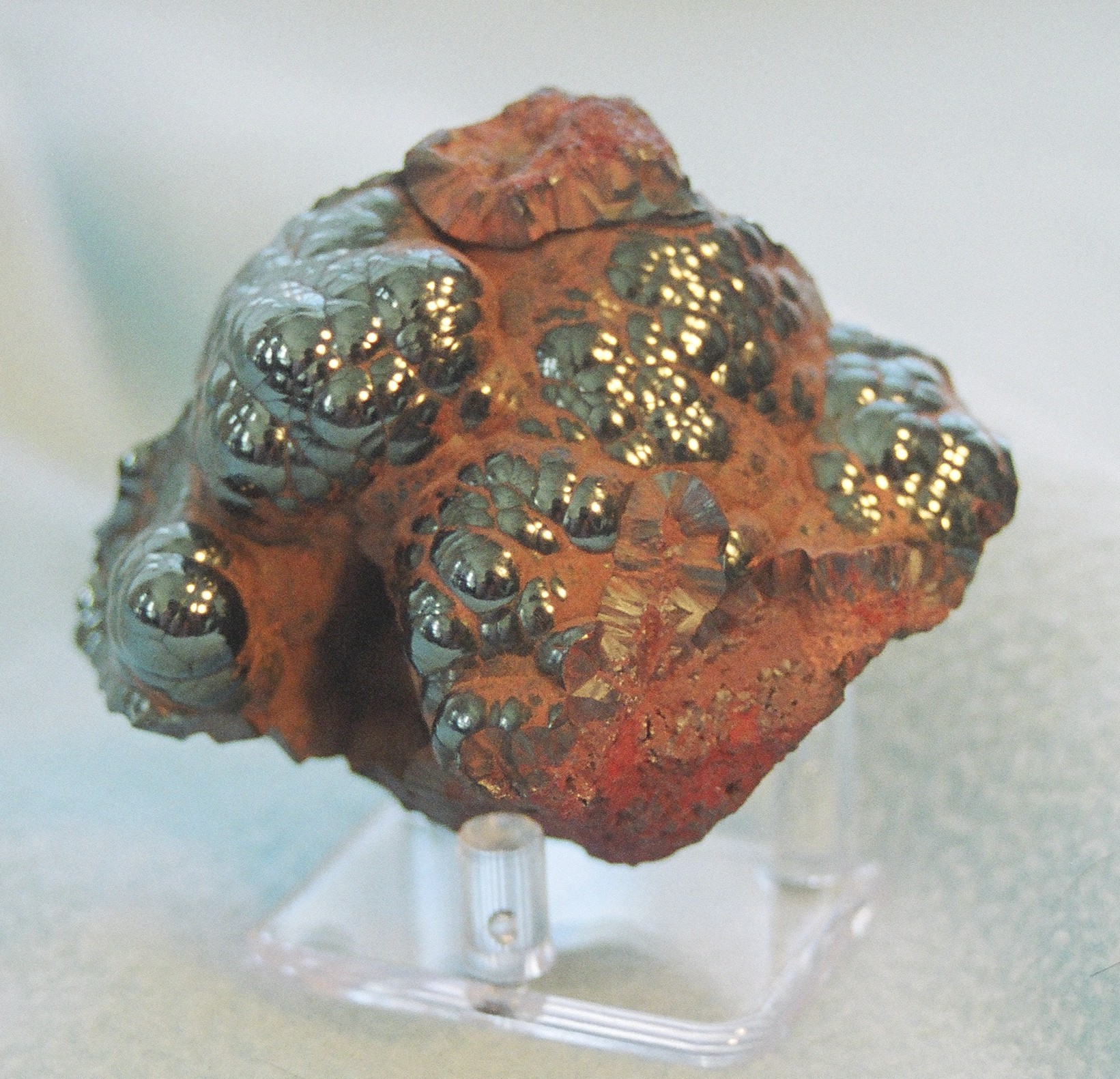

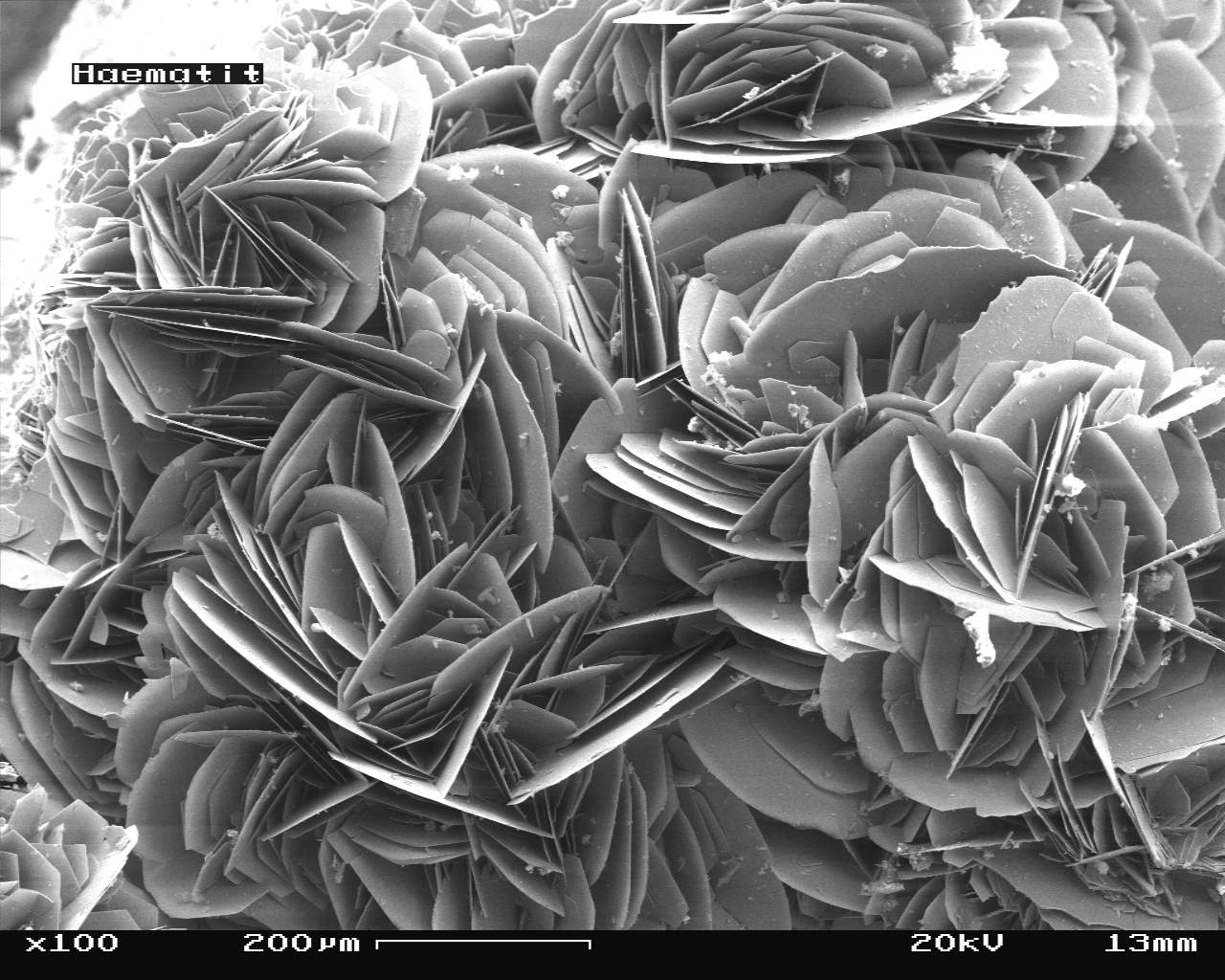
هيماتيت، تكبير 100 مرة.

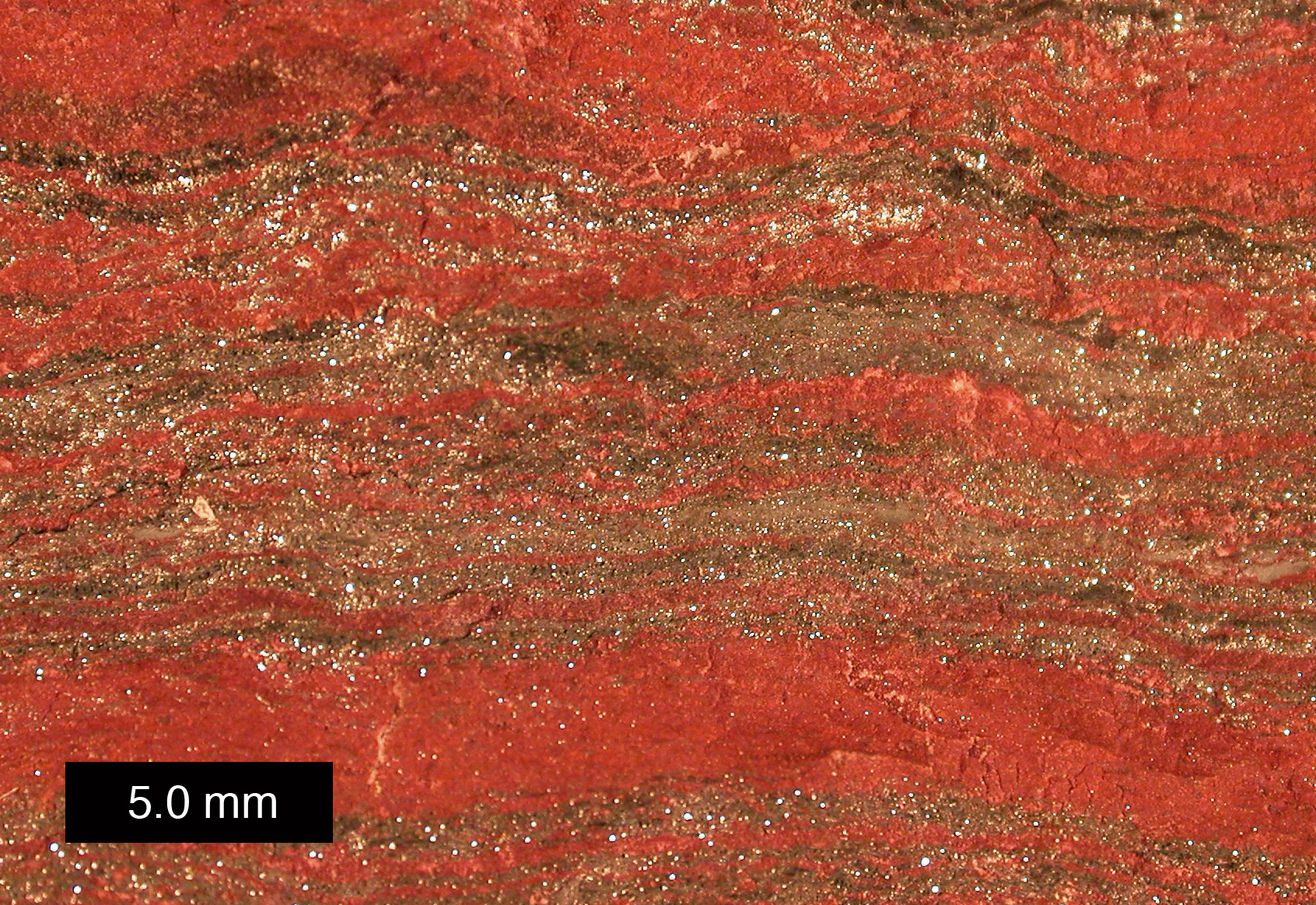

الهيماتيت أو الشَاذَنَج أو الشَادَنَج أو الشَادَنَه أو حَجَر الدَّم أو الحجر الهندي أو حجر الطور أو الحديد الصيني (بالإنجليزية: Hematite أو hæmatite)‏ هو معدن أكسيد الحديد الثلاثي (Fe2O3). وهو المادة الأولية لإنتاج الحديد . يتبلور الهيماتيت في النظام البلوري ثلاثي الميل وله نفس الشكل البلوري لمعدني إلمنيت والكوروند. يكون الهيماتيت والإلمنيت سائل جامد (زجاجي التركيب) فوق درجة حرارة 950 درجة مئوية.
لون الهيماتيت الخام بين الرمادي والأحمر، ويستخرج كالخام الرئيسي لصناعة الحديد في أشكال مختلفة. وتبلغ صلادته أعلى من صلادة الحديد النقي ولكنه أكثر منه هشاشة.
ويوجد الحديد في طبقات القشرة الأرضية، ويوجد الرمادي منه في مناطق كانت مليئة بالمياه مثلما في منطقة يلوستون بالولايات المتحدة الأمريكية. يمكن أن يترسب المعدن من الماء ويتركز في قاع البحيرات. كما يمكن تواجد الحديد بعيدا عن الماء نتيجة للنشاط البركاني.
تأتي العينات الجيدة من الهيماتيت من إنجلترا والمكسيك والبرازيل وأستراليا والولايات المتحدة الأمريكية وكندا. وتحدد نسبة وجود الحديد في الخام ومقدار جودته.

## روابط خارجية
- MineralData.org